# Microsania unicornuta
Microsania unicornuta är en tvåvingeart som beskrevs av Chandler 1994. Microsania unicornuta ingår i släktet Microsania och familjen svampflugor. Inga underarter finns listade i Catalogue of Life.